# Astrup (Adelsgeschlecht)

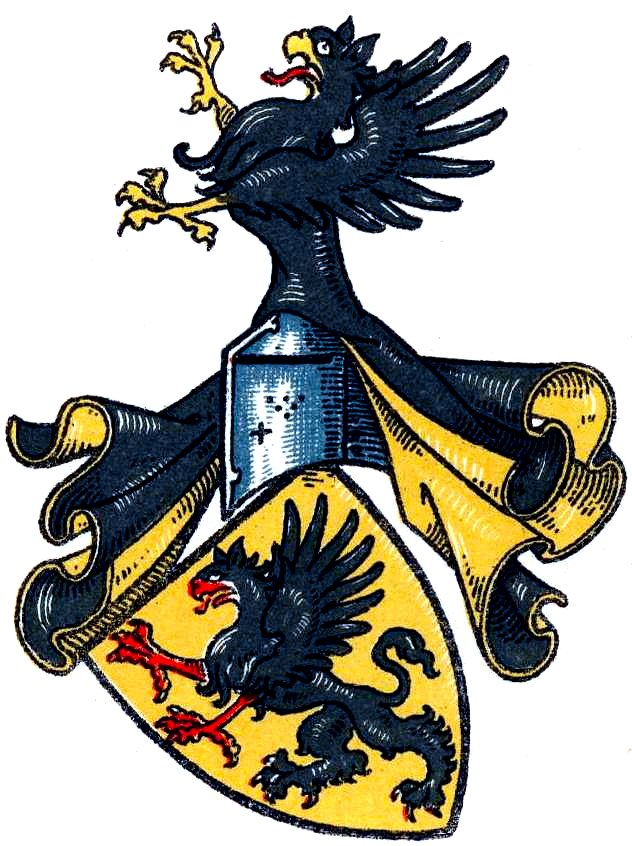
Wappen derer von Astrup

Die Herren von Astrup (auch: Astorpe) waren ein westfälisches Adelsgeschlecht.

## Geschichte
Der Stammsitz war Haus Astrup, eine Burganlage im alten Amt Iburg nordöstlich der Gemeinde Belm im heutigen Landkreis Osnabrück in Niedersachsen. Der Ursprung der Burganlage geht vermutlich in das Hochmittelalter zurück. 1090 schenkten die Edelherren Edelhard und Liudolf ihre hiesigen Güter der Osnabrücker Kirche. Das Haus war danach im Besitz von Ministerialen des Bistums Osnabrück, so 1186 im Besitz des Ministerialen Everhard von Astorpe, dem ersten urkundlich erwähnten Herrn von Astrup.
Die Nachkommen haben den Besitz des Hauses für längere Zeit behauptet. 1279 war ein Ritter Herbert von Astrup Burgmann auf Burg Quakenbrück. 1321 verschrieb der Knappe Johann von Astorpe eine jährliche Rente aus seinem Hof zu Astrup im Kirchspiel Belm. Ein Johann von Astorpe wurde 1350 mit dem Erbe zu Astrup belehnt. 1376 erscheint ein Knappe Johann von Astrup als Richter. Seit der Wende des 13. Jahrhunderts hatte die Familie von Astrup ihren Hauptbesitz im Osnabrücker Nordland. Gegen Ende des 14. Jahrhunderts jedoch war das Gut Astrup geteilt und nicht mehr in Händen des Geschlechts derer von Astrup.
Das letzte Vorkommen der Familie wird aus dem Jahr 1483 berichtet.

## Wappen
In Gold ein rechtsspringender, schwarzer Greif. Auf dem Helm der Greif wachsend. Die Helmdecken in schwarz–gold.